# بورزنا
بورزنا (Борзна) هي مدينة في مقاطعة تشيرنيهيفسكا في أوكرانيا.

## أعلام
- كريستينا ألشيفسكا